# Městská dráha v Bonnu
Městská dráha tvoří v Bonnu páteř městské hromadné dopravy. Skládá se z devíti linek, její síť měří přes 125 kilometrů a je také dvěma meziměstskými tratěmi propojena s městskou dráhou v sousedním Kolíně nad Rýnem. Z celkového počtu 64 zastávek je 12 podpovrchových. Provozovateli společného systému jsou městské dopravní podniky SWB Bus und Bahn a Elektrische Bahnen der Stadt Bonn und des Rhein-Sieg-Kreises. Celá síť je integrována do tarifu místního dopravního systému Verkehrsverbund Rhein-Sieg (VRS).

## Historie

### Tramvaje
První dvě linky koněspřežné dráhy na území dnešního Bonnu začala v roce 1891 provozovat společnost Havestadt, Contag & Cie. První linka spojovala dnešní Bundeskanzlerplatz, hlavní náměstí Markt, nádraží a Poppelsdorf. Druhá linka byla kratší a jezdila mezi Wilhelmsplatz a Markt. Na konci roku 1899 obě linky koupila společnost AG Rheinische-Westfälische Bahngesellschaft a o pouhých pět let později už koněspřežná dráha patřila městu, které okamžitě zahájilo elektrifikaci. Rozvoj elektrických tramvají v následujících desetiletích zastavila až druhá světová válka, během které utrpěla tramvajová síť značné škody a několikrát došlo i k úplnému zastavení provozu. Po skončení války došlo k obnovení provozu pouze na vybraných tratích, neboť město dávalo přednost rozvoji silniční a také trolejbusové dopravy. V polovině 60. let 20. století provozovalo v Bonnu tramvajovou a železniční dopravu pět různých společností:
- Deutsche Bahn (DB) zajišťovaly příměstskou železniční dopravu
- společnost KBE (Köln-Bonner Eisenbahnen) provozovala dvě meziměstské tratě z Bonnu do sousedního Kolína nad Rýnem
- městský dopravní podnik SWB zajišťoval tramvajovou dopravu na zbytku sítě v centru města
- společnost SSB (Elektrischen Bahnen der Kreise Bonn-Stadt, Bonn-Land und des Siegkreises) obsluhovala dvě tramvajové linky z Bonnu do měst Siegburg a Bad Honnef
- společnost BGM (Straßenbahn Bonn–Godesberg–Mehlem) provozovala tramvajovou linku z Bonnu přes Vládní čtvrť přes do Mehlemu

Rostoucí konkurence automobilové dopravy a nízký počet obyvatel (v polovině 60. let žilo v Bonnu 140 000 lidí) znamenal, že se město začalo zabývat myšlenkou na úplné zrušení tramvajové dopravy. Spolková vláda tehdejšího Západního Německa, která mezi lety 1949-1990 v Bonnu sídlila, chtěla tvář města změnit a udělat z něj moderní metropoli, do které podle tehdejšího chápání tramvaj nepatřila. Vláda byla připravena poskytnout Bonnu značné finanční částky na likvidaci zbytků tramvajové dopravy.

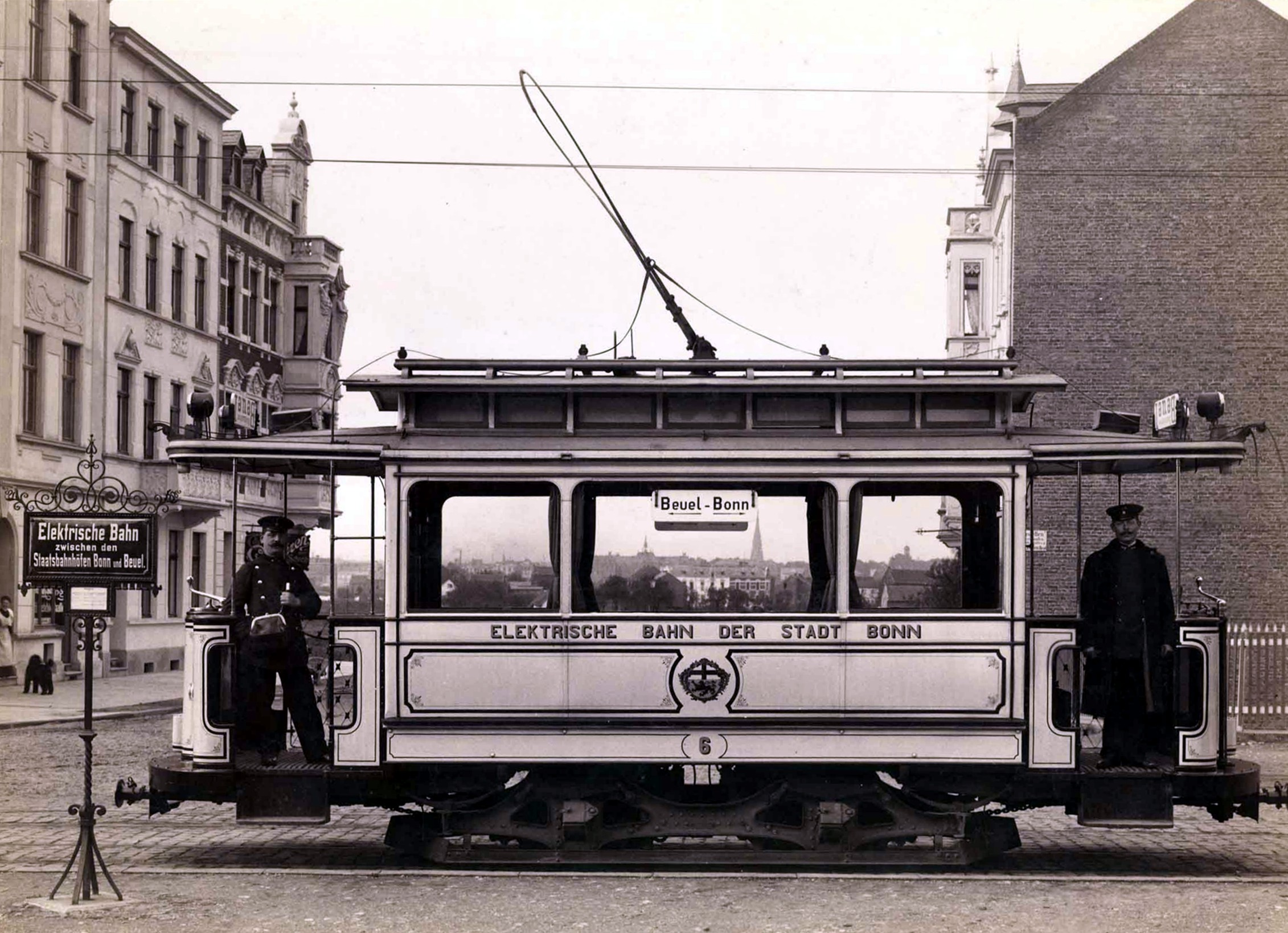
Tramvaj linky Bonn–Beuel
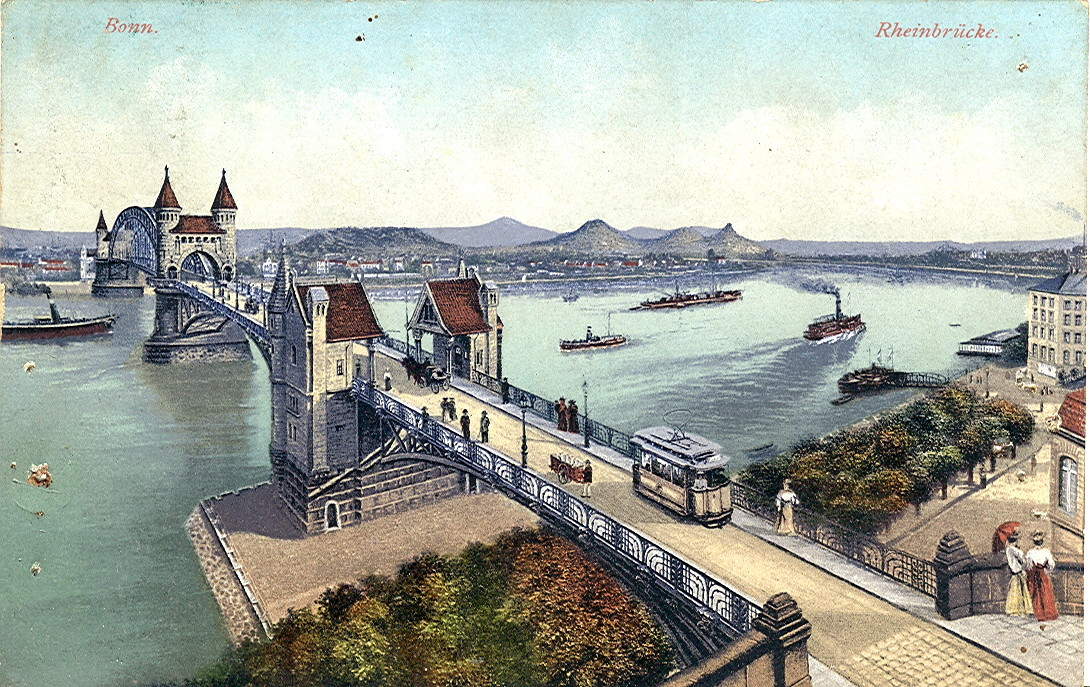
Pohlednice z roku 1915 s tramvají a Rheinbrücke
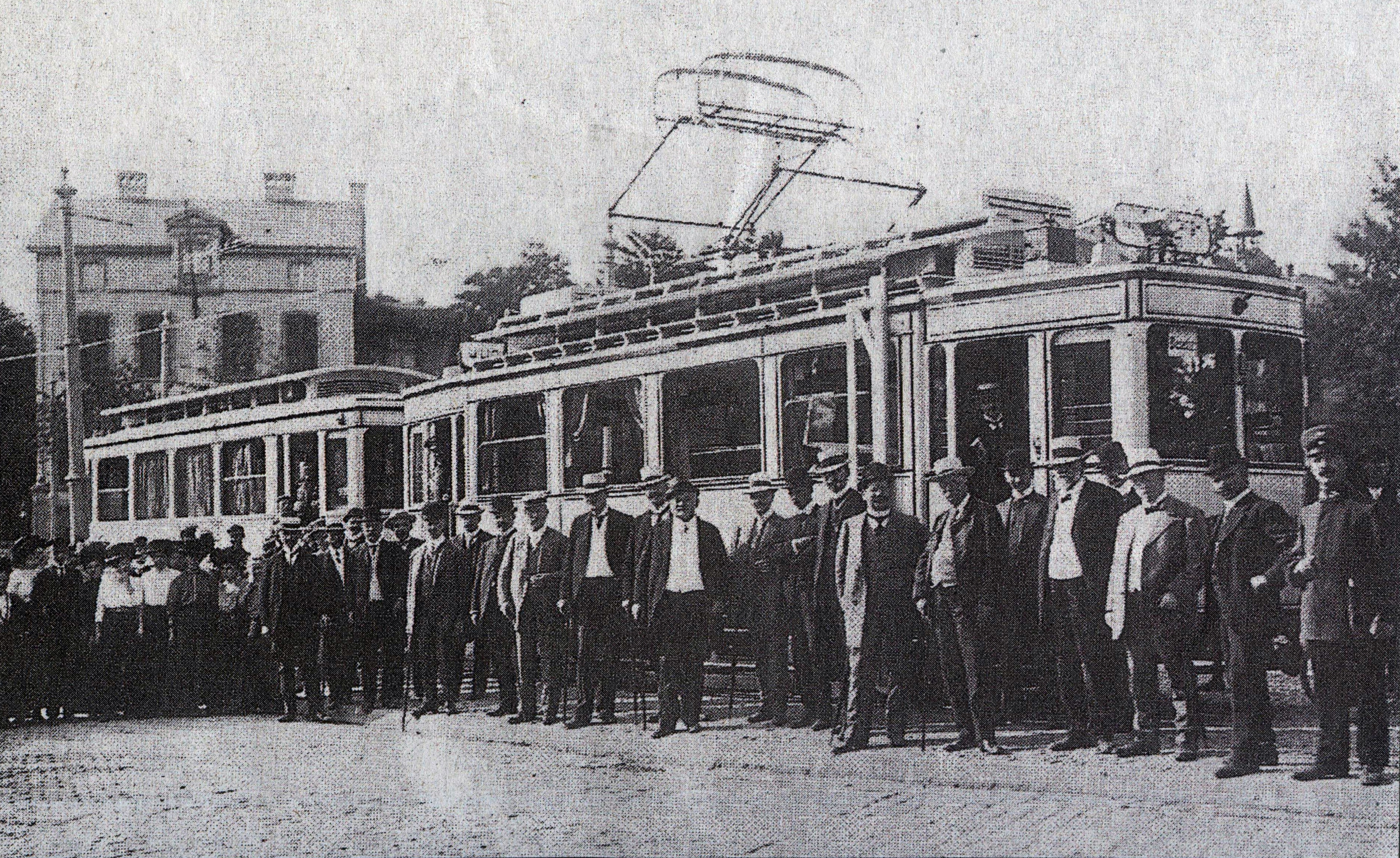
Zahájení elektrického provozu do Mehlemu
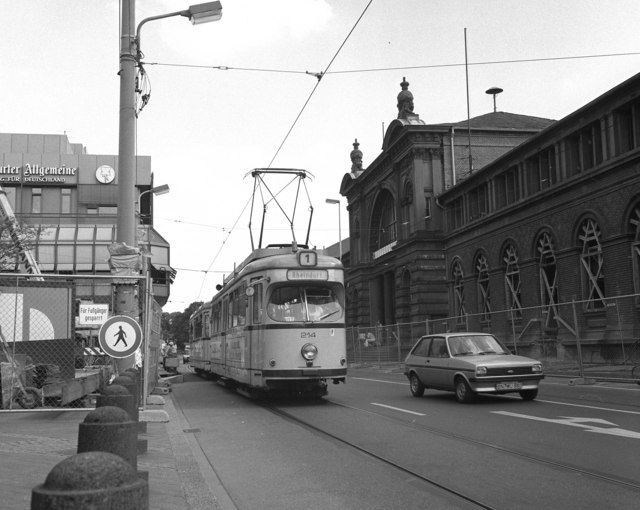
Düwag na lince 1 u hlavního nádraží
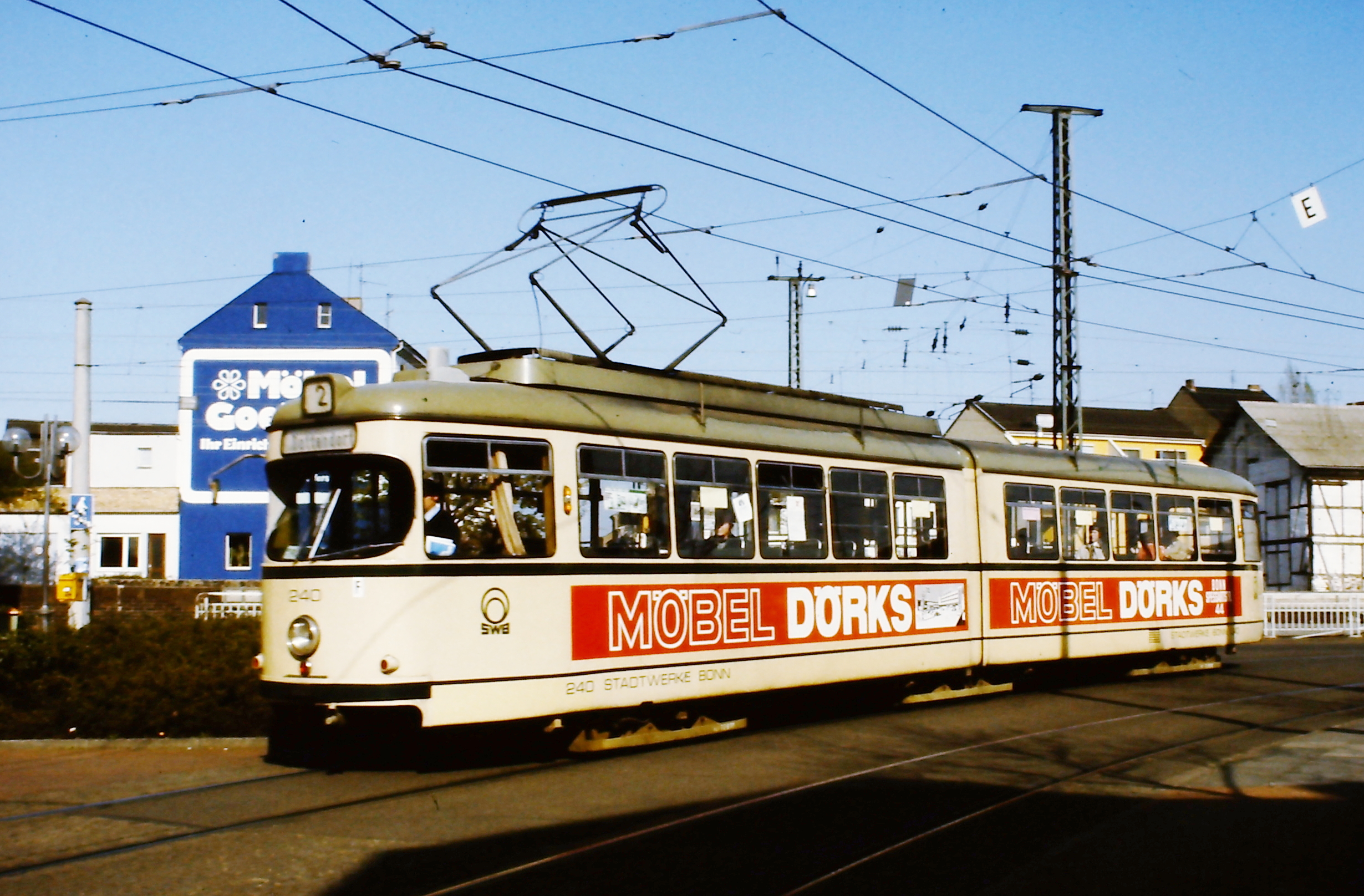
Článková tramvaj Düwag na lince 2

### Městská dráha
V roce 1967 rozhodla městská rada o novém konceptu veřejné dopravy, který zahrnoval výstavbu nové rychlodrážní trati mezi centrem Bonnu a čtvrtí Bad Godesberg se dvěma podpovrchovými úseky. V říjnu téhož roku byla zahájena výstavba. Koncept počítal se smíšeným provozem klasických tramvají a nových třídílných rychlodrážních vozidel, které by vycházely z vozů Silberpfeil používaných společností KBE (Köln-Bonner Eisenbahnen). Tato vozidla však nikdy nevznikla a samotná společnost KBE se kvůli tomuto projektu dostala do značných finančních potíží. Spolková země Severní Porýní-Vestfálsko proto začala KBE finančně podporovat a díky tomu mohla také lépe ovlivňovat rozvojové plány.
Již v roce 1970 padlo rozhodnutí o propojení sítí městské dopravy Bonnu a Kolína nad Rýnem pomocí dvou meziměstských tratí. Pro tento účel byl vyvinut zcela nový typ vozidla s označením Stadtbahnwagen B, který umožňoval provoz na klasických tramvajových, nově budovaných rychlodrážních i stávajících meziměstských tratích. Dne 15. června 1972 schválila městská rada koncepci Stadtverkehr Bundeshauptstadt Bonn, která určovala další rozvoj městské dopravy. Kromě již budované trasy z centra na jih do Bad Godesbergu byly do systému městské dráhy začleněny i tratě do měst Bad Hornef a Siegburg. Naopak trasy vedoucí z centra do Auerbergu, Dottendorfu a Oberkasselu nadále obsluhují klasické tramvaje. Stejně jako v sousedním Kolíně nad Rýnem, ani v Bonnu tedy nedošlo ke kompletní přestavbě tramvajové sítě na městskou dráhu a na mnoha úsecích jsou společně provozovány vysokopodlažní vozidla městské dráhy a nízkopodlažní tramvaje.

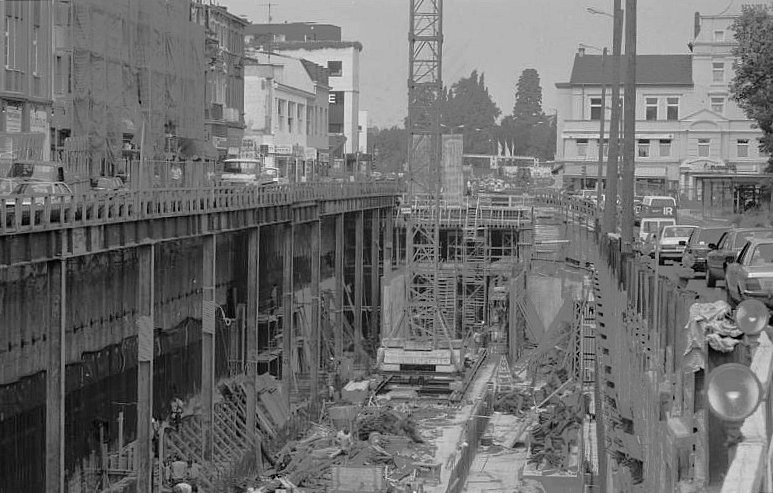
Stavba podpovrchové trati do Bad Godesbergu
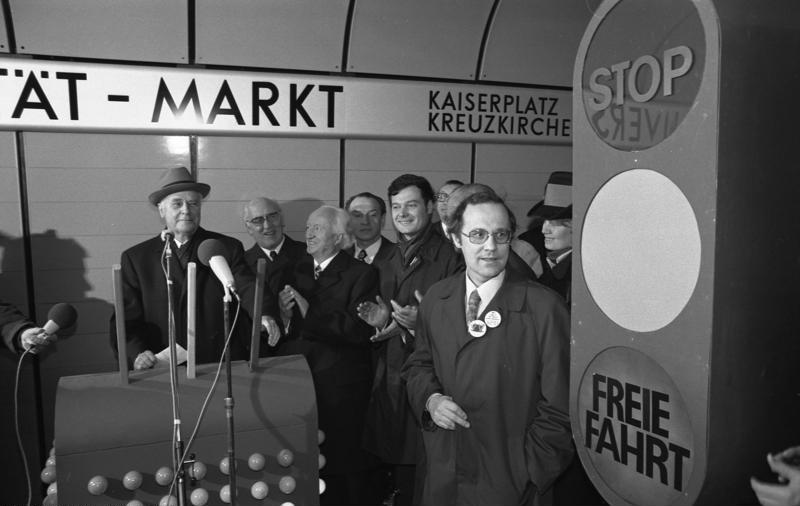
Slavnostní zahájení provozu v roce 1975
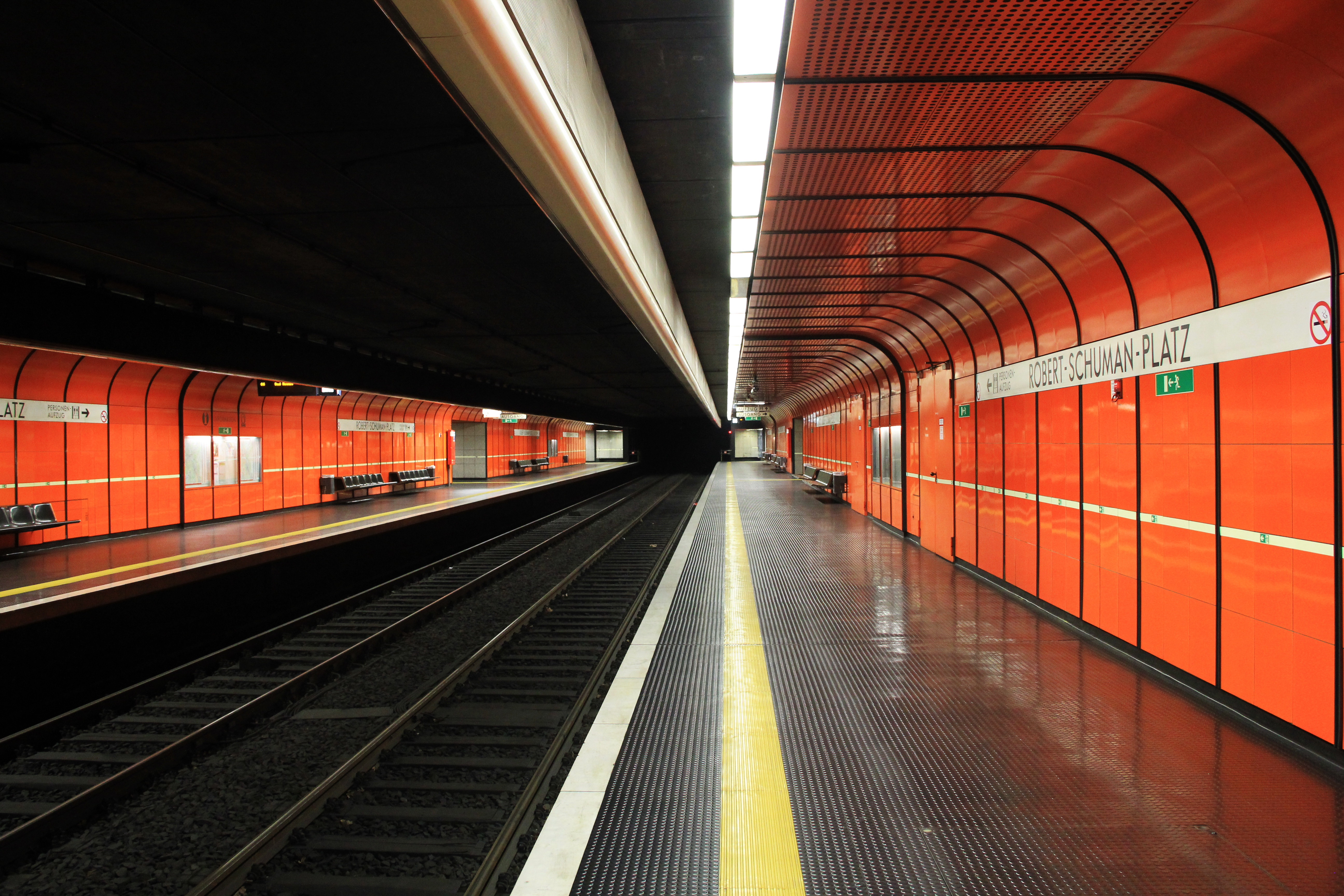
Stanice Robert-Schuman-Platz
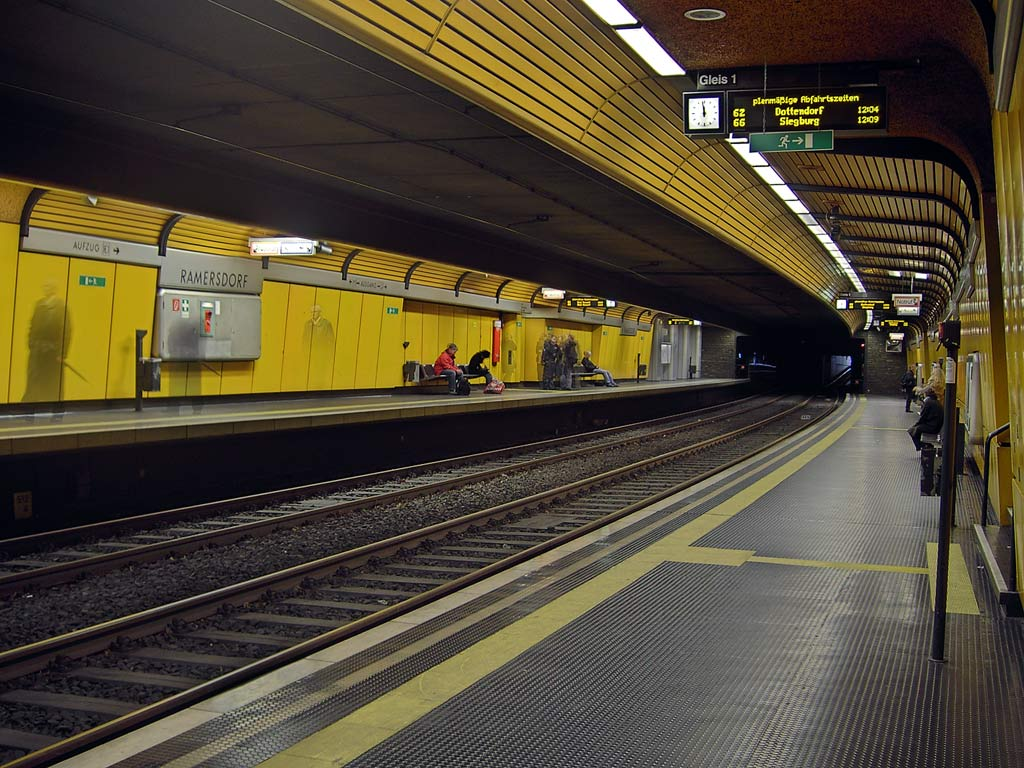
Stanice Ramersdorf s vysokým a nízkým nástupištěm
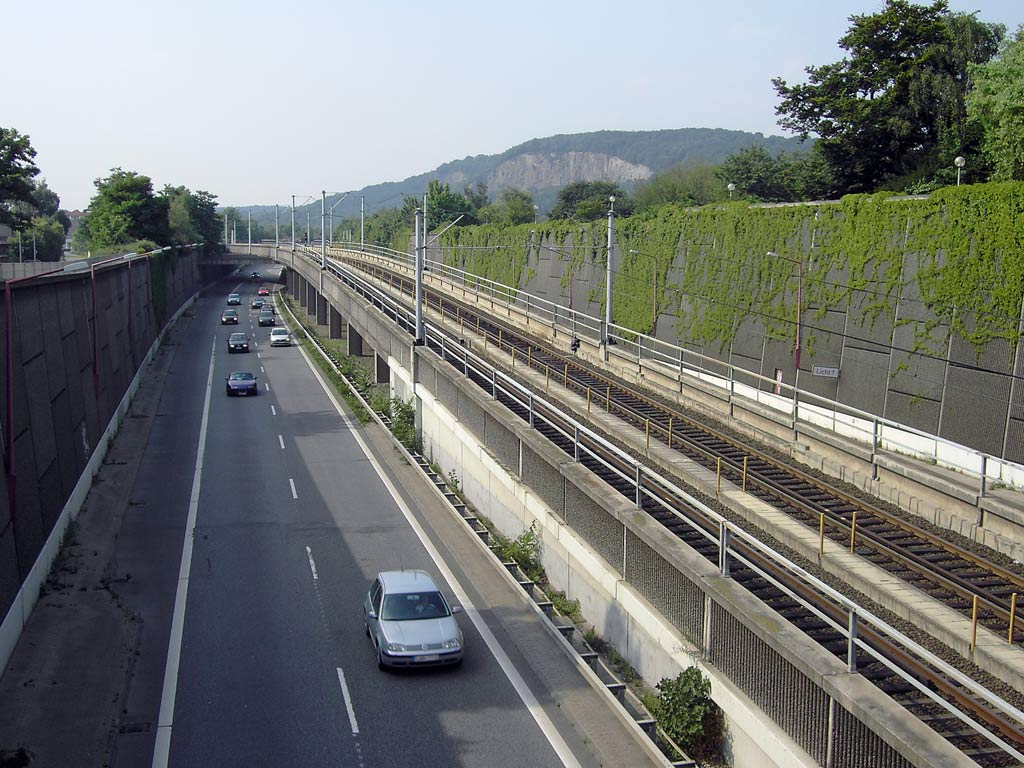
Trať městské dráhy v Oberdollendorfu

## Linkové vedení
| Linka | Trasa                                  | Typ vozidel           | Délka   | Jízdní doba | Průměrná rychlost | Průměrná vzdálenost mezi zastávkami | Poznámka                              |
| ----- | -------------------------------------- | --------------------- | ------- | ----------- | ----------------- | ----------------------------------- | ------------------------------------- |
| 16    | Köln-Niehl – Bonn Hbf – Bad Godesberg  | Městská dráha         | 45,6 km | 88 min      | 33,4 km/h         | 950 m                               | meziměstská linka do Kolína nad Rýnem |
| 18    | Köln-Thielenbruch – Bonn Hbf           | Městská dráha         | 48,4 km | 90 min      | 33,4 km/h         | 1008 m                              | meziměstská linka do Kolína nad Rýnem |
| 61    | Dottendorf – Bonn Hbf – Auerberg       | Nízkopodlažní tramvaj | 8,8 km  | 32 min      | 16,5 km/h         | 400 m                               |                                       |
| 62    | Dottendorf – Bonn Hbf – Oberkassel     | Nízkopodlažní tramvaj | 12,0 km | 37 min      | 22,5 km/h         | 480 m                               |                                       |
| 63    | Tannenbusch – Bonn Hbf – Bad Godesberg | Městská dráha         | 12,3 km | 23 min      | 32,1 km/h         | 724 m                               |                                       |
| 65    | Ramersdorf – Stadthaus – Auerberg      | Nízkopodlažní tramvaj | 9,5 km  | 28 min      | 22,8 km/h         | 500 m                               |                                       |
| 66    | Siegburg – Bonn Hbf – Bad Honnef       | Městská dráha         | 30,0 km | 61 min      | 31,0 km/h         | 833 m                               |                                       |
| 67    | Siegburg – Bonn Hbf – Bad Godesberg    | Městská dráha         | 20,0 km | 43 min      | 28,6 km/h         | 741 m                               |                                       |
| 68    | Bornheim – Bonn Hbf – Ramersdorf       | Městská dráha         | 16,8 km | 29 min      | 37,3 km/h         | 933 m                               |                                       |

## Vozový park
Bonn a Kolín nad Rýnem byly prvními městy, kde se začala používat vozidla Stadtbahnwagen B. Nejprve proběhlo testování tří prototypů (jednoho v Bonnu a dvou v Kolíně) a poté proběhly dodávky sériových kusů. V letech 1973 až 1993 nakoupily dopravní podniky SWB a SSB celkem 75 vozů typu B tří generací, které se od sebe liší tvarem čela, elektrickou výzbrojí či provedením interiéru. V roce 2003 bylo zakoupeno 15 vozidel Bombardier Flexity Swift (K5000), které nahradily 13 nejstarších vozů typu B, ty byly posléze prodány do Dortmundu. Na všech linkách městské dráhy jezdí vozidla typu B nebo K5000 ve dvojicích, pouze při nedostatku vozidel se mohou na linkách 67 či 68 objevit samostatně.
V květnu 2022 byla španělská společnost CAF vyhlášena vítězem výběrového řízení na dodávku 22 nových vysokopodlažních vozů. Součástí kontraktu je také opce na dalších 10 kusů, dodávky náhradních dílů a údržba do najetí 500 000 kilometrů pro každé vozidlo. Dodávky budou probíhat v letech 2024 až 2026.
 

Pro linky 61, 62 a 65 bylo v roce 1994 zakoupeno celkem 24 nízkopodlažních tramvají NGT6 od výrobce Siemens/Düwag. Tyto vozy budou od poloviny roku 2022 postupně nahrazovány novými vozy Škoda 41T, kterých SWB a SSB objednaly celkem 26 s opcí na dalších 12 kusů. Součástí objednávky je také smlouva na dodávku náhradních dílů.

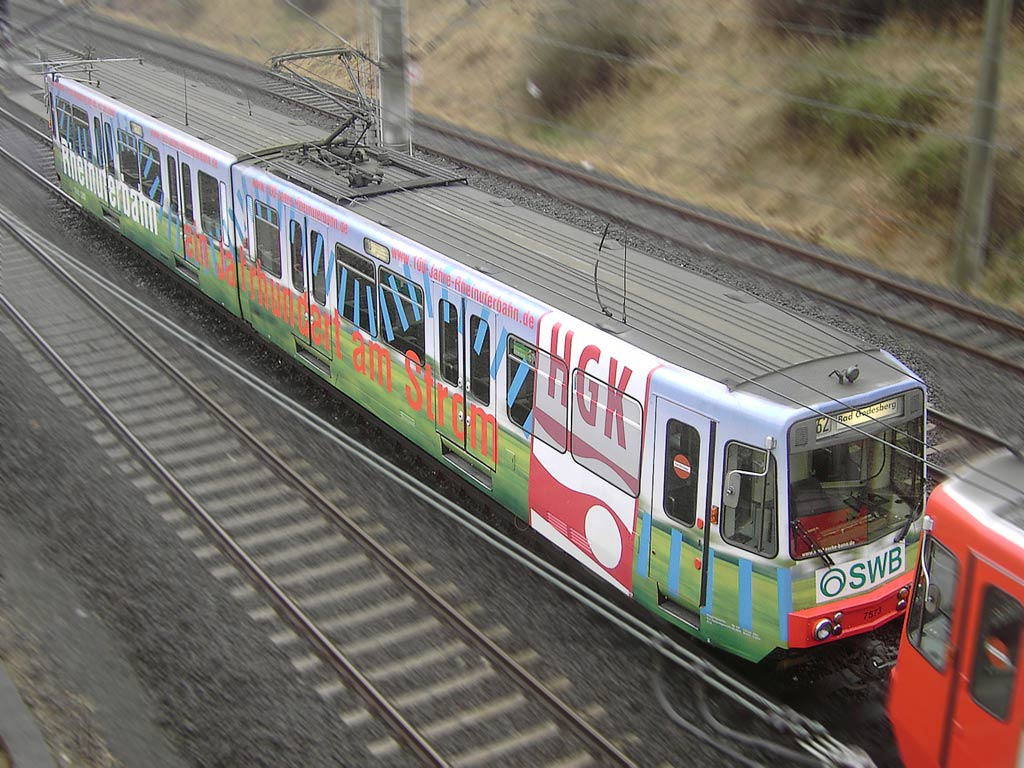
Stadtbahnwagen B první generace
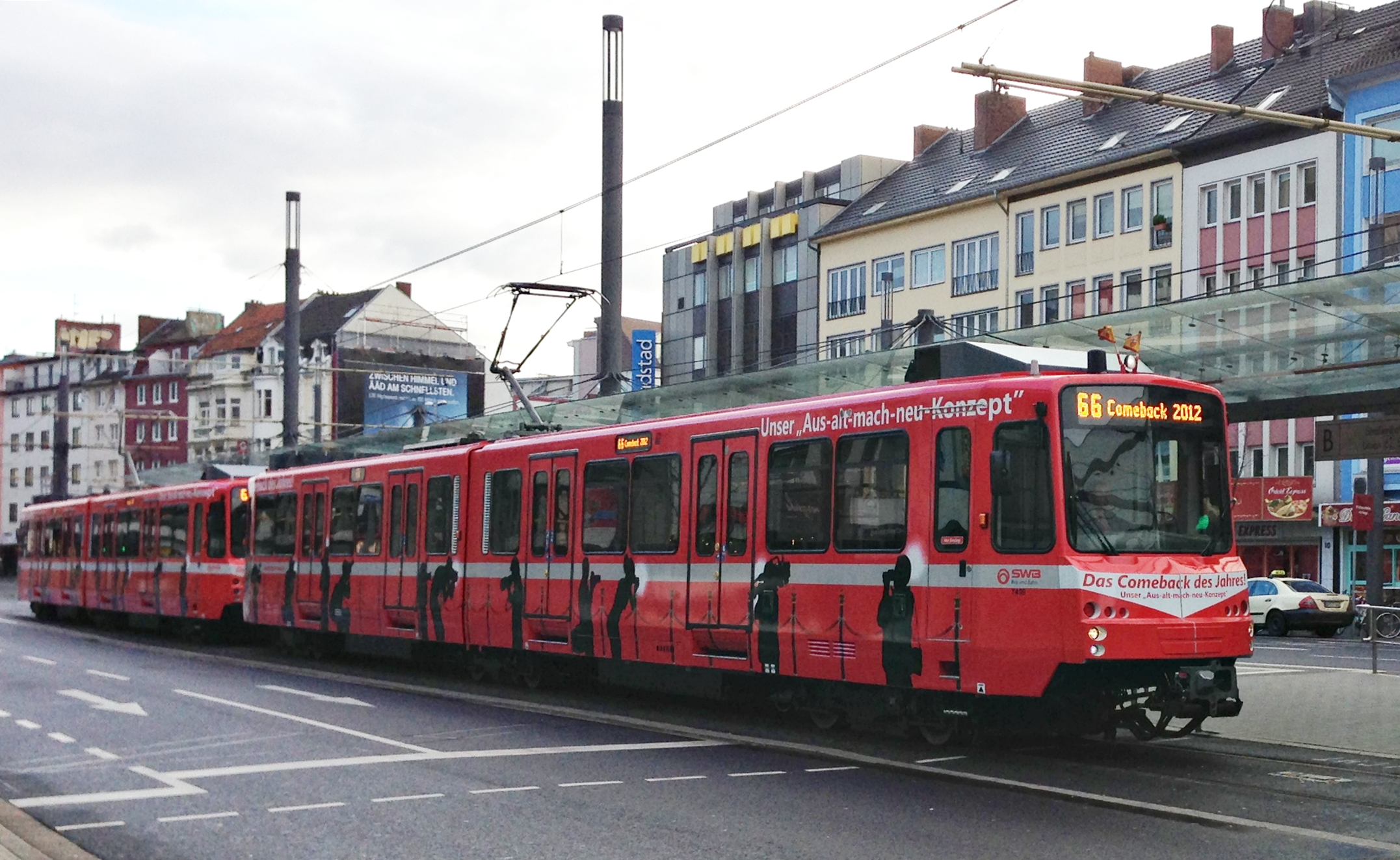
Souprava vozů typu B po modernizaci
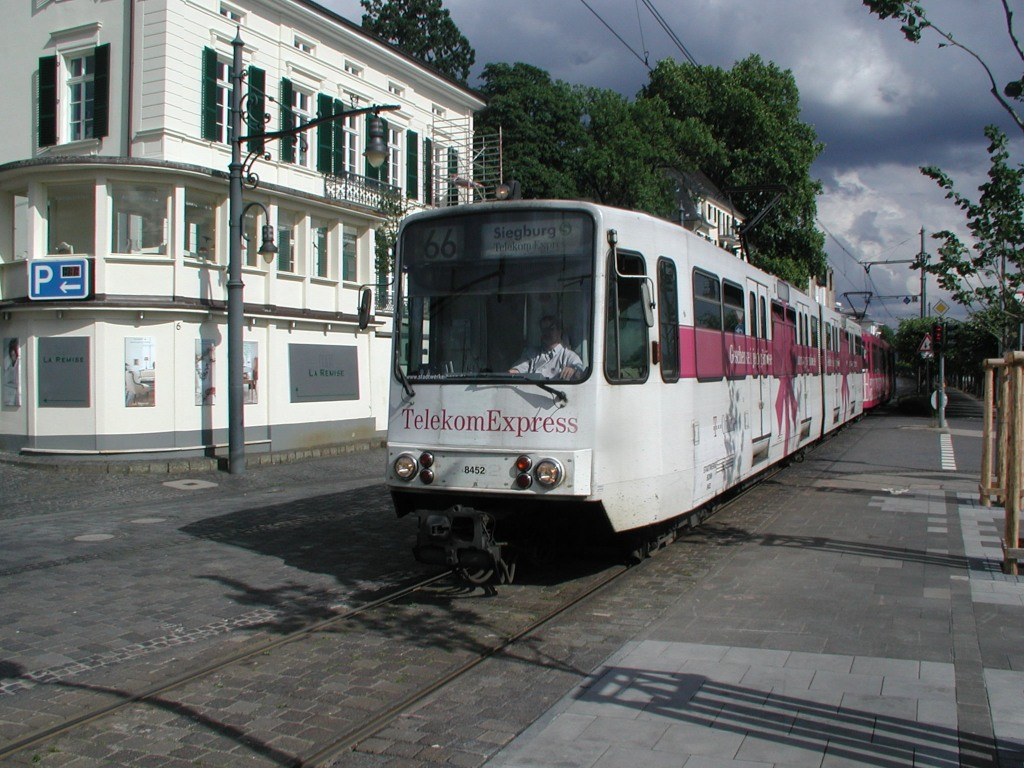
Stadtbahnwagen B druhé generace
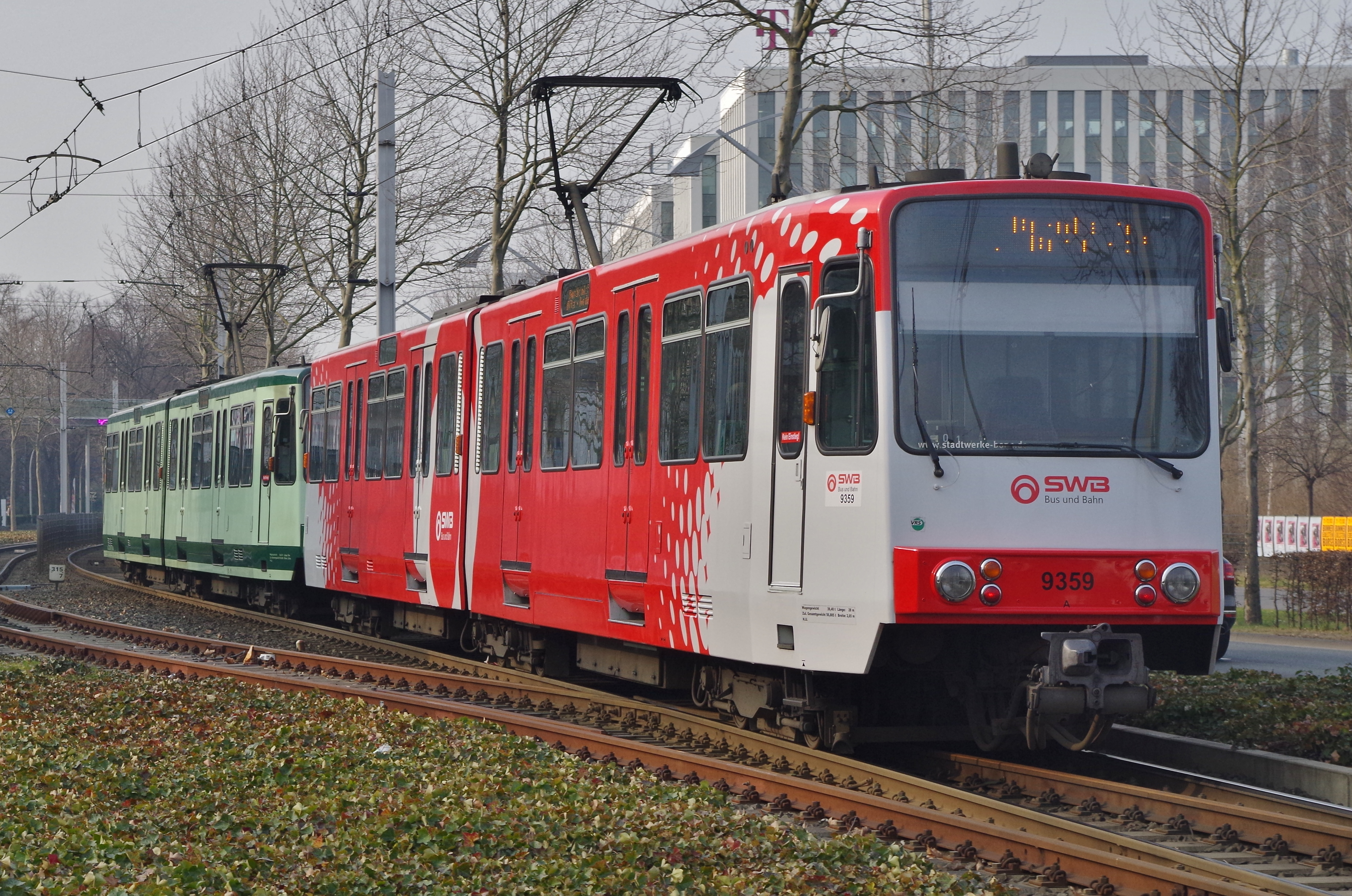
Stadtbahnwagen B třetí generace
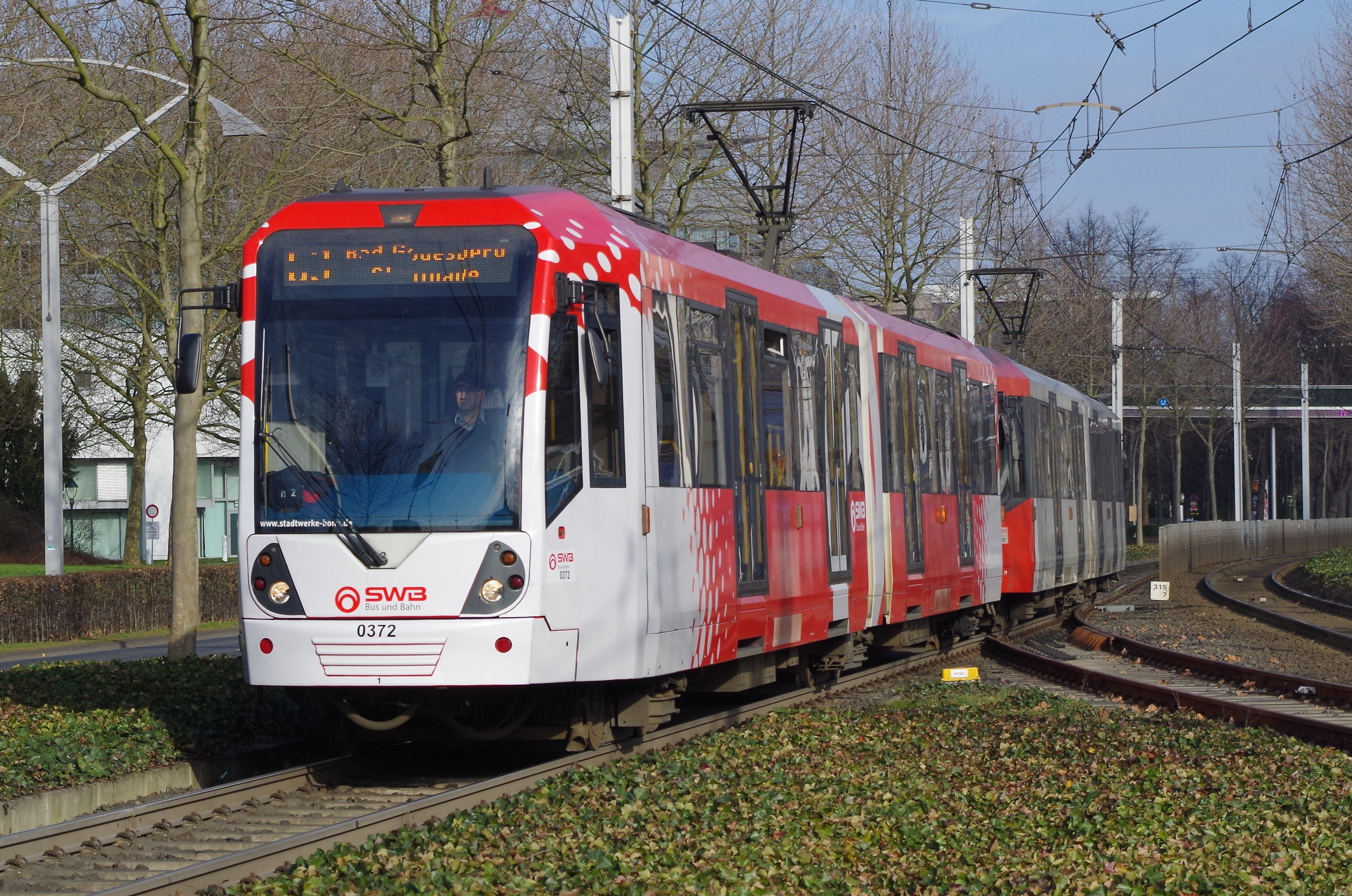
Souprava vozů K5000
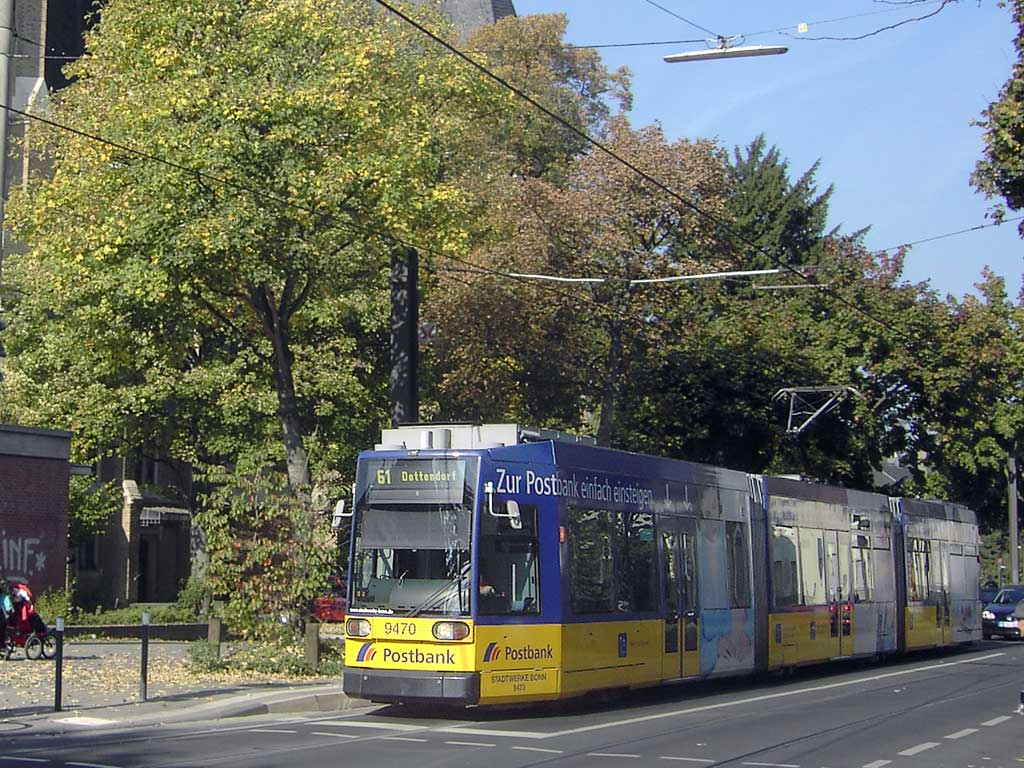
Nízkopodlažní tramvaj NGT6